# Roberto Filippini
Roberto Filippini (ur. 6 czerwca 1948 w Vinci) – włoski duchowny katolicki, w latach 2016-2023 biskup Pescii.

## Życiorys
Urodził się w Vinci w 1948 roku. Studiował w Seminarium Duchownym w Pizie. 
Uzyskał licencjat z teologii na Papieskim Uniwersytecie Gregoriańskim i licencjat z Pisma Świętego na Papieskim Instytucie Biblijnym.
Święcenia kapłańskie otrzymał 14 kwietnia 1973. Był wikariuszem w parafii św Hermesa w Forte dei Marmi w latach 1975-1978. W latach 1978–1984 był proboszczem w Calignola. W 1984 roku został mianowany proboszczem parafii Grobu Pańskiego w Pizie, a w 1997 parafii św. Marcina. W 1996 został dziekanem Kolegium Teologicznego Inter-Camaiore.
Od 1999 do 2015 roku był kapelanem więzienia w Pizie oraz rektorem Wyższego Seminarium Duchownego w Pizie.
25 listopada 2015 papież Franciszek mianował go ordynariuszem diecezji Pescia. Sakry udzielił mu 3 stycznia 2016 metropolita Pizy - arcybiskup Giovanni Paolo Benotto.
14 października 2023 ten sam papież przyjął jego rezygnację z urzędu.